# 瓦利尼
瓦利尼（法語：Valigny，法語發音：[valiɲi]）是法国阿列省的一个市镇，位于该省西北部，属于蒙吕松区。

## 地理
瓦利尼（46°42'43"N, 2°49'2"E）面积21.18 平方千米，位于法国奥弗涅-罗讷-阿尔卑斯大区阿列省，该省份为法国中部省份，北起涅夫勒省、西北接谢尔省，西南至克勒兹省，南至多姆山省，东南临卢瓦尔省，东临索恩-卢瓦尔省。
与瓦利尼接壤的市镇（或旧市镇、城区）包括：库勒夫尔、伊勒和巴尔代、吕尔西莱维、贝赛勒弗罗芒塔勒、圣艾尼昂德努瓦耶。

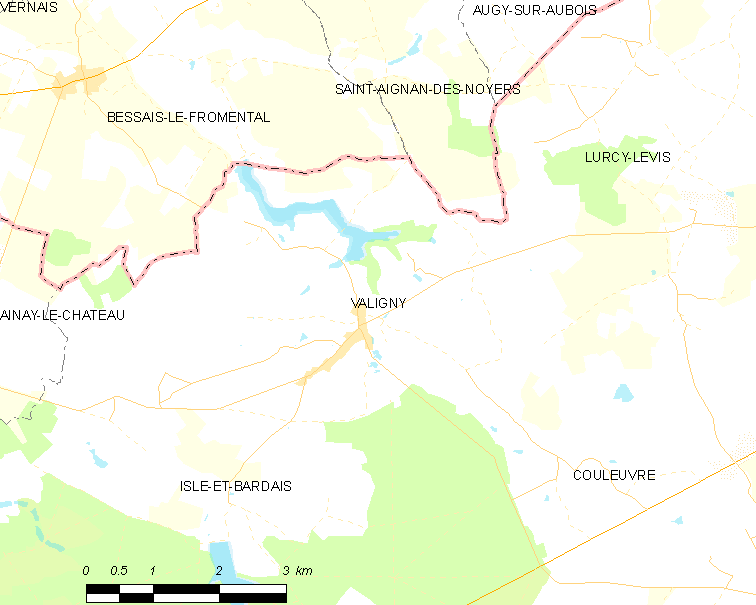
瓦利尼的OSM定位图

瓦利尼的时区为UTC+01:00、UTC+02:00（夏令时）。

## 行政
瓦利尼的邮政编码为03360，INSEE市镇编码为03296。

## 政治
瓦利尼所属的省级选区为波旁拉尔尚博县。

## 人口

1962-2008年间瓦利尼人口变化图示

瓦利尼于2022年1月1日时的人口数量为376人。